# Olaug Løken
Olaug Marie Løken, född 1854 i Inderøy, död 1925, var en norsk skribent och feminist, dotter till Herman Løchen och syster till Håkon Løken och Gudrun Løchen Drewsen. Hon gifte sig 1881 med sin kusin, Hjalmar Løken.
Løken var en aktiv kvinnosakskämpe, satt som styrelsemedlem i Norsk Kvinnesaksforening 1891-1892, och höll en rad föredrag över hela Norge om "tjänsteflickefrågan". Hon var en av de tretton kvinnorna som 1898 bröt sig ut ur Norsk Kvinnesaksforening och bildandet Landskvinnestemmerettsforeningen.
1887 skrev Løken den moraliskt uppbyggliga boken Om Renhed og Blufærdighed, och hon gav bland annat också ut kokboken Madstel og Husstel for almindelige Husholdninger (1897).